# گوردون بل
گوردون بل (به انگلیسی: Gordon Bell) (زادهٔ ١٩ اوت ١٩٣۴ - درگذشتهٔ ١٧ مهٔ ٢٠٢۴) جزو پیشگامان صنعت رایانه از دههٔ ۱۹۷۰ تا زمان مرگ بود و رهبری پروژه توسعه ریز رایانه‌های VAX برای شرکت تجهیزات دیجیتال آمریکا را بر عهده داشت. او در سال‌های دههٔ ۱۹۸۰ و اوایل دهه ۱۹۹۰ در حوزه‌های عمومی علوم رایانه فعالیت می‌کرده و از سال ۱۹۹۵ به شرکت مایکروسافت پیوسته‌است.
وی به همراه همکار خود جیم گمل (به انگلیسی: Jim Gemmell) فعالیت‌های گسترده‌ای در زمینهٔ حافظه داشته‌است که نمونهٔ بارز این فعالیت‌ها را می‌توان در قالب پروژهٔ «بیت‌های زندگی من» که از سال ۲۰۰۱ شروع شده، مشاهده کرد.

## دوران اولیه زندگی و تحصیل
گوردون بل در کرکسویل، میزوری به دنی ا آمد. او با کمک به کار و کسب خانوادگی، بل الکتریک، تعمیر لوازم خانگی و سیم‌کشی خانه بزرگ شد. بل مدرک کارشناسی (۱۹۵۶) و کارشناسی ارشد(۱۹۵۷) را در مهندسی برق از مؤسسه فناوری ماساچوست دریافت کرد. او سپس با دریافت بورسیه تحصیلی فولبرایت در سال‌های ۱۹۵۷-۱۹۵۸ به دانشگاه فناوری نیو ساوت ولز (در حال حاضر UNSW) در استرالیا رفت، در آنجا کلاس‌هایی را در مورد طراحی رایانه تدریس کرد و یکی از اولین رایانه‌هایی را که وارد استرالیا شد (به نام UTECOM) برنامه‌ریزی کرد. او اولین مقاله دانشگاهی خود را منتشر کرد. پس از بازگشت به ایالات متحده، او در آزمایشگاه محاسبات گفتار مؤسسه فناوری ماساچوست زیر نظر پروفسور کنت ن. استیونس کار کرد، جایی که او اولین برنامه تجزیه و تحلیل با ترکیب را نوشت.

## حرفه

### شرکت تجهیزات دیجیتال
بنیانگذاران دیجیتال ایکویپ‌منت کورپوریشن، کن اولسن و هارلان اندرسون، او را برای شرکت جدید خود در سال ۱۹۶۰ استخدام کردند، جایی که او زیرسیستم ورودی/خروجی PDP-1، از جمله اولین فرستنده و گیرنده سریال غیر همزمان جهانی را طراحی کرد. بل معمار PDP-4 و PDP-6 بود. دیگر کمک‌های معماری او به معماری PDP-5 و PDP-11 یونیباس و جنرال ریجسترز بود.
پس از دیجیتال ایکویپ‌منت کورپوریشن، بل در سال ۱۹۶۶ برای تدریس علوم رایانه به دانشگاه کارنگی ملون رفت. او در سال ۱۹۷۲ به عنوان معاون مهندسی به دیجیتال ایکویپ‌منت کورپوریشن بازگشت و در آنجا مسئول رایانه موفق وکس مجموعه دستور بود.

## مرگ
بل بر اثر ذات‌الریه (پنومونی آسپیراسیون) در خانه خود در کورونادو، کالیفرنیا، در ۱۷ مه ۲۰۲۴ در سن ۸۹ سالگی درگذشت.